# Häxprocessen i Oberkirch
Häxprocessen i Oberkirch var en häxprocess som ägde rum i den självständiga kejserliga riksstaden  Oberkirch 1629-1632. De tillhörde de stora masshäxprocesser som förekom i det katolska södra Tyskland, den region där häxprocessen var värre än någon annanstans i Europa. Den resulterade i avrättningen av åtminstone 63 personer. 
Oberkirch låg under den katolska biskopen av Strasbourg och den protestantiska hertigen av Wurttemberg.	Processerna började 1629, och sköttes av separata domstolar som upprättades i alla Oberkirchs sex städer, och låg under Schultheiss, hertigens kommissarie. De åtalade anklagades för att ha haft blivit förförda av Djävulen, förnekat Gud, utövat skadlig trolldom mot sina grannar, och tvingades slutligen att ange medbrottslingar. Denna process var dock mer återhållsam än många andra av sydvästra Tysklands massprocesser, då många av de lokala domstolarna förhindrade ohämmad hysteri och tortyr; domstolen i Sasbach arresterade dock 150 personer, av vilka 63 avrättades, varav några var medlemmar av domstolen. Häxprocessen tillhörde de som resulterade i att till slut även personer ur överklassen anklagades, något som ledde till att den stoppades av myndigheterna i mars 1632. 